# Албанская кампания Баллабана 1465 года
В августе 1465 года Баллабан Бадера, санджакбей Охридского санджака, родившийся в Албании, начал свою четвертую и самую крупную кампанию против албанского лидера Скандербега. Он потерпел поражение в двух битвах при Охриде и Вайкале годом ранее. Баллабан ранее нанес тяжелые потери войскам Скандербега и вскоре получил высокую милость от султана Мехмеда II. Вскоре он назначил Баллабана и Якупа Арнаути — обоих албанских крестьян по рождению — возглавить совместную военную кампанию против сил Скандербега. По мнению некоторых ученых, этот акт включения султана был продвижением социальной революции внутри Албании, чтобы отучить силы от Скандербега.
Какими бы ни были мотивы, османская армия выступила в поход на албанию, разделившись на две отдельные части: первая армия (14 000 чел.) под командованием Якупа Арнаути двигалась с юга, а вторая армия (24 00 чел.) под личным командованием Баллабана Бадеры с востока. Обе османские армии должны были встретиться в Центральной Албании и в полную силу нанести удар по албанцам. Скандербег, однако, полностью разгромил обе армии, выступив сначала против войска Баллабана Бадеры, разгромив ее, а затем вступив в бой с войском Якупа Арнаути с таким же результатом. Победа принесла огромную радость и облегчение албанскому народу, который ожидал серьезного поражения. Несмотря на огромные результаты, неукротимый султан снова выступил в поход на следующий год, принеся Албании огромные разрушения.

## Кампании 1465
Баллабан Бадера был назначен главнокомандующим двух отдельных османских группировок, чтобы выступить против Скандербега в 1465 году. Первый был Баллабан был разбит в битве при Вайкале. Но победа албанцев обошлась очень дорого. Многие из наиболее доверенных офицеров Скандербега были захвачены в плен и отправлены в Стамбул. Им был предоставлен выбор: принять ислам или умереть. Все они выбрали последнее, и их тела были изуродованы и брошены собакам.
Новая армия была собрана и снова отправлена в Албанию. На этот раз Баллабан Бадера потерпел поражение в битве под Ораником, но с большим риском для жизни Скандербега. Он оказался отрезанным от остальной части своих войск (за исключением его личного телохранителя) и был ранен османским солдатом. Албанцы начали паниковать, но Скандербег поднялся и сумел прорваться наружу, несмотря на свои тяжелые раны. Баллабан Бадера, потерпев второе подряд поражение, вернулся в Стамбул, где султан продолжал поддерживать его благодаря тому, что Баллабан назвал «волей звезд».

## Кампания

### Прелюдия
Прежде чем начать свой поход, Баллабан Бадера преподнес Скандербегу несколько подарков. Вместо того, чтобы принять их, Скандербег прислал обратно кирку и плуг, чтобы напомнить Баллабану о его крестьянском происхождении, показывая, что было бы более благородно остаться таковым, чем обратиться против своего собственного народа. Баллабан Бадера обиделся и поклялся отомстить . Он планировал одновременно вторгнуться в Албании с юга и востока. Армия Баллабана Бадеры в 24 000 человек должен был выступить из Дебара, а армия Якупа Арнаути в 16 000 человек — из Берата. План состоял в том, чтобы двинуться на Крую и захватить ее после того, как Скандербег выступит против одной из двух армий. В это же время одна из османских армий двинется в тыл Скандербега, чтобы уничтожить его силы.
Многие албанские князья, союзные Скандербегу — особенно Моис Арианити Големи, начали выступать за чисто оборонительную кампанию, чтобы помешать османскому вторжению. Но Скандербег чувствовал, что он должен во что бы то ни стало предотвратить соединение двух османских армий, посланных против него, особенно теперь, когда он получил свежие войска и припасы от короля Фердинанда I Неаполитанского, доведя численность своих войск до 12 000 человек. Поэтому он первым выступил против Баллабана Бадеры.

### Битва на Вайкале
Скандербег разбил лагерь своих войск близ Ораника — на полях Ваджкала, где должен был выступить османский главнокомандующий Баллабан Бадера. Баллабан, прежде чем двинуться в поле, послал людей к постам Скандербега, чтобы подкупить их и заставить не выходить на ночную стражу в столь поздний час. Скандербег, однако, ожидал такой военной хитрости и тайком перебросил свои войска в лесистые районы вокруг того места, где должна была разместиться армия Баллабана. 8 000 кавалеристов и 4 000 пехотинцев были размещены с обеих сторон. Скандербег прошел восемь миль, чтобы обнаружить армию Баллабана. Когда османский полководец увидел Скандербега, он приказал всем своим войскам захватить Скандербега и затем разбить его армию. Добравшись до своих людей, Скандербег призвал их храбро сражаться, чтобы добить турок. Вскоре он разделил свои войска на четыре группы: первая — Тануш Топия, вторая — его шурин Пал Анджели, третий — Захария Гропа, и четвертая — под своим командованием.
Османские войска боялись преследовать Скандербега. Поэтому он своей собственной группой постоянно тревожил османские позиции, пока они не были вытеснены на выбранную им позицию. Как только турки приблизились, все албанские войска выскочили из своих позиций, окружив турок. Последние пытались выстоять, но они не могли сопротивляться и поэтому обратились в бегство, оставив много убитых и раненых. Баллабану, однако, удалось бежать, спрятавшись в безопасном месте с частью своих сил, ожидая, чтобы сбежать после ухода албанцев. Такая возможность ему представилась, когда Скандербег получил известие от своей сестры, что вторая османская армия под командованием Якупа Арнаути достигли центральной Албании, разорив большую часть земель, через которые они прошли маршем. Скандербег немедленно отправился в путь, а Баллабан Бадера вернулся к султану побежденным.

### Битва при Кашари
Якуп Арнаути во главе второй османской армии направился в Албанию, ожидая встретить своего товарища Баллабана Бадеру, но вместо этого ему предстояло встретиться со Скандербегом. Прежде чем отправиться в поход, Скандербег предупредил своих людей, что, поскольку они уже разбили армию вдвое превосходящую их по численности, им следует ожидать быстрой победы над армией всего в 16 000 человек. Албанцы двинулись к Кашари, недалеко от Тираны, где их уже ждали силы Якупа Арнаути. Достигнув этого места, Скандербег выслал 500 кавалеристов, чтобы спровоцировать Якупа Арнаути на необдуманный поступок. Ожидания Скандербега оправдались, и Якуп Арнаути разделил свои силы на три части, чтобы окружить и разбить албанских кавалеристов, которых преследовали без остановки. Когда османские войска были замечены албанцами, мощная атака была начата на ничего не подозревающих турок, что привело к первоначально жестокой битве. Здесь Якуп Арнаути был замечен Скандербегом в бою, и он ударил его копьем прямо под подбородок. Смерть Якупа Арнаути разрушила моральный дух османов, в результате чего большая часть сил бежала и преследовалась албанцами, которые нанесли тяжелые потери противнику.

## Последствия
Потери турок-османов были очень тяжелыми, по оценкам того времени, более 24 000 убитых, раненых и взятых в плен. Как обычно, Скандербег разрешил взять добычу. Победоносная армия вступила в Крую, где сомневающееся население приветствовало ее с большой радостью. Скандербег уведомил находившихся поблизости послов о своей победе, выделив им большую часть добычи, захваченной его армией. В следующем 1466 году султан Мехмед II вступил в Албанию с большой османской армией и во второй раз осадил Крую. Баллабан Бадера оставался с большей частью сил султана, так как последний отправился строить крепость Эльбасан. Скандербег снова сумел выпутаться, но на этот раз ему удалось убить своего соперника.